# Natação nos Jogos Pan-Americanos de 2011 - 400 m livre masculino
As competições dos 400 metros livre masculino da natação nos Jogos Pan-Americanos de 2011 foram realizadas em 15 de outubro no Centro Aquático Scotiabank, em Guadalajara.

## Medalhistas
| Ouro   | USA Charles Houchin   |
| Prata  | USA Matt Patton       |
| Bronze | VEN Cristian Quintero |

## Recordes
Antes desta competição, os recordes mundiais e olímpicos da prova eram os seguintes:
| Tipo                             | Atleta              | Tempo   | Local          | Data                | Ref |
| -------------------------------- | ------------------- | ------- | -------------- | ------------------- | --- |
|                                  | GER Paul Biedermann | 3m40s07 | Roma           | 26 de julho de 2009 | ver |
| Recorde dos Jogos Pan-Americanos | USA Matt Patton     | 3m49s77 | Rio de Janeiro | 18 de julho de 2007 | ver |

## Resultados

### Eliminatórias
Resultado geral das três eliminatórias:
| Pos. | Nadador                 | Tempo   | Eliminatória | Raia | Notas |
| ---- | ----------------------- | ------- | ------------ | ---- | ----- |
| 1    | USA Matt Patton         | 3m54s70 | 1            | 4    |       |
| 2    | VEN Cristian Quintero   | 3m56s67 | 1            | 5    |       |
| 3    | ARG Martín Naidich      | 3m56s81 | 1            | 2    |       |
| 4    | VEN Alejandro Gómez     | 3m57s18 | 1            | 3    |       |
| 5    | USA Charlie Houchin     | 3m57s98 | 2            | 4    |       |
| 6    | ARG Juan Martín Pereyra | 3m58s10 | 2            | 5    |       |
| 7    | BRA Lucas Kanieski      | 3m58s30 | 2            | 3    |       |
| 8    | MEX Arturo Pérez Vertti | 3m58s60 | 2            | 6    |       |
| 9    | MEX Daniel Delgadillo   | 4m00s60 | 1            | 7    |       |
| 10   | CAN Francis Despond     | 4m01s88 | 2            | 2    |       |
| 11   | BRA Giuliano Rocco      | 4m04s25 | 1            | 6    |       |
| 12   | PUR Raúl Martínez       | 4m05s05 | 2            | 7    |       |
| 13   | PER Sebastián Jahnsen   | 4m13s73 | 2            | 1    |       |
| 14   | HON Allan Gutiérrez     | 4m20s17 | 1            | 1    |       |

### Final B
Resultado geral da final secundária onde não há disputa de medalhas:
| Pos. | Nadador               | Tempo   | Raia | Notas |
| ---- | --------------------- | ------- | ---- | ----- |
| 1    | CAN Francis Despond   | 4m00s16 | 5    |       |
| 2    | BRA Giuliano Rocco    | 4m00s61 | 3    |       |
| 3    | MEX Daniel Delgadillo | 4m00s81 | 4    |       |
| 4    | PUR Raúl Martínez     | 4m04s25 | 6    |       |
| 5    | PER Sebastián Jahnsen | 4m05s56 | 2    |       |
| 6    | HON Allan Gutiérrez   | 4m19s71 | 7    |       |

### Final A
Resultado geral da final principal com disputa de medalhas:
| Pos.              | Nadador                 | Tempo   | Raia | Notas |
| ----------------- | ----------------------- | ------- | ---- | ----- |
| Medalha de ouro   | USA Charlie Houchin     | 3m50s95 | 2    |       |
| Medalha de prata  | USA Matt Patton         | 3m51s25 | 4    |       |
| Medalha de bronze | VEN Cristian Quintero   | 3m52s51 | 5    |       |
| 4                 | ARG Juan Martín Pereyra | 3m52s71 | 7    |       |
| 5                 | BRA Lucas Kanieski      | 3m56s26 | 1    |       |
| 6                 | VEN Alejandro Gómez     | 3m56s28 | 6    |       |
| 7                 | ARG Martín Naidich      | 3m56s77 | 3    |       |
| 8                 | MEX Arturo Pérez Vertti | 3m58s33 | 8    |       |

Legenda
| Recorde mundial                  | Recorde mundial (World record)               |                       | Recorde africano                      | Recorde africano (African) |                                           | Q | Classificado por posição (Qualified) |
| Recorde dos Jogos Pan-Americanos | Recorde pan-americano (Pan-American record)  | Recorde da América    | Recorde da América (Americas)         | q                          | Classificado por melhor tempo (Qualified) |   |                                      |
| Melhor marca do ano              | Melhor marca do ano (World leading)          | Recorde asiático      | Recorde asiático (Asian)              | DNS                        | Não largou (Did not start)                |   |                                      |
| Recorde nacional                 | Recorde nacional (National record)           | Recorde europeu       | Recorde europeu (European)            | DNF                        | Não terminou (Did not finish)             |   |                                      |
| Recorde pessoal                  | Recorde pessoal do atleta (Personal best)    | Recorde da Oceania    | Recorde da Oceania (Oceania)          | DSQ / DQ                   | Desclassificado (Disqualified)            |   |                                      |
| Recorde da temporada             | Recorde da temporada do atleta (Season best) | Recorde sul-americano | Recorde sul-americano (South America) | NM                         | Sem marca (No mark)                       |   |                                      |